# Vlk černý
Vlk černý (Canis lupus pambasileus), nazývaný též yukonský vlk, je poddruhem vlka obecného (Canis lupus). Vlk černý byl popsán v roce 1905 zoologem Danielem Elliotem.

## Popis achování

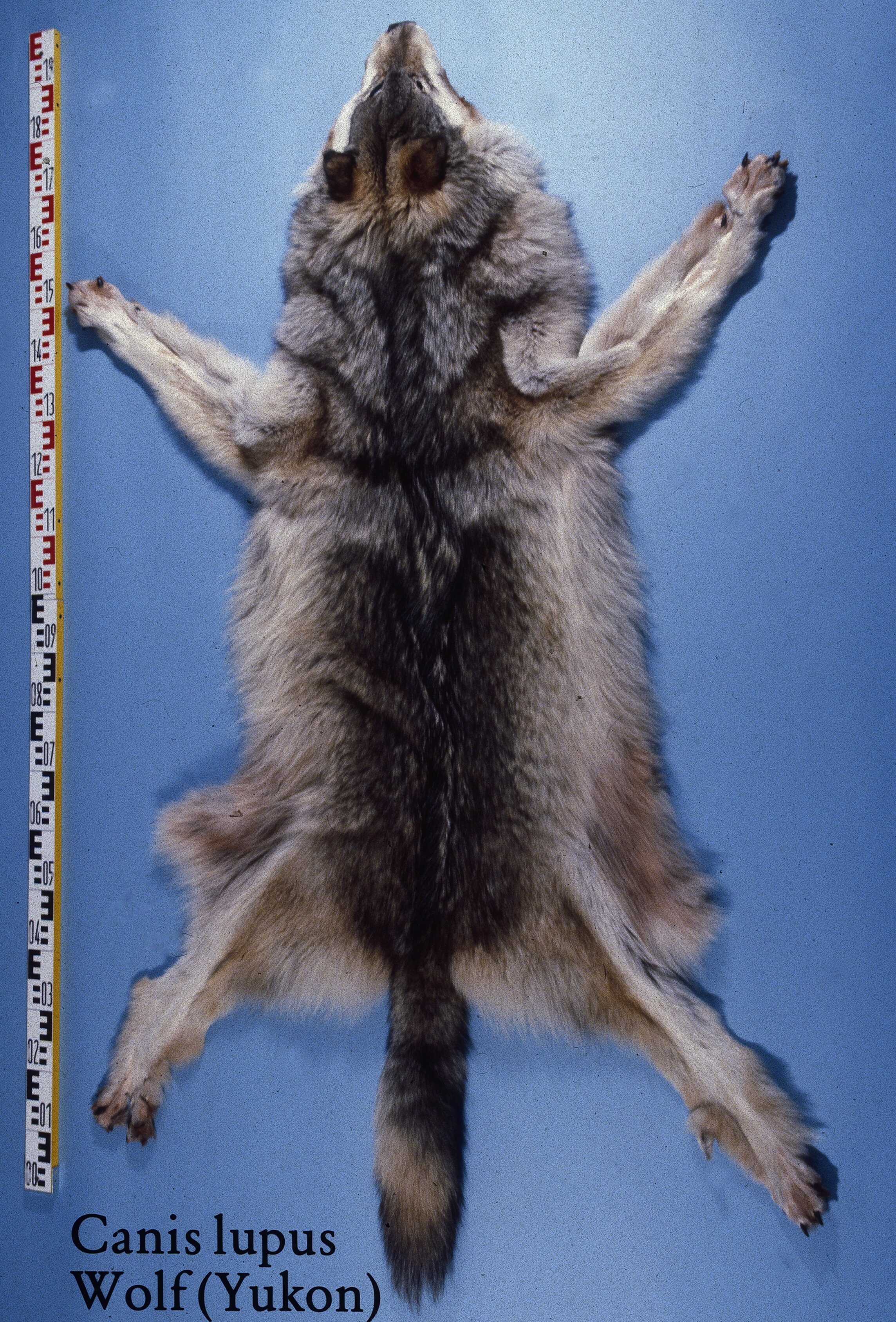

Vlk černý žije v Severní Americe v oblasti Aljašky a Yukonu, kromě tundrovité oblasti na pobřeží Arktidy. Vlk černý má obvykle tmavou barvu, nejčastěji černou nebo hnědou, popř. černou ve směsi s hnědou, šedou nebo bílou. Vlk černý je v dospělosti poměrně velký, měří 150 až 210 cm na délku od špičky čenichu ke konci ocasu. Dospělý vlk váží 45 až 54 kg. Je to v současné době pravděpodobně největší vlk v Severní Americe.
Vlk černý loví především karibu, losy, bizony, divoké ovce, králíky a sysly. Pohybuje se ve smečkách, které čítají pět až osm dospělých členů.

## Ohrožení
Vlci byli řadu let loveni místním obyvatelstvem, především kvůli kožešině. Po příchodu Evropanů do Severní Ameriky byla populace vlků postupně zdecimována. Jenom částečný podíl na úbytku vlků mají nemoci jako psinka nebo vzteklina. V očích veřejnosti má vlk negativní obraz „velkého zlého vlka“.
Na počátku roku 2009 vláda Aljašky schválila lov vlků a dalších zvířat z helikoptér. Jako důvod uvedla, že  je nutné kontrolovat jejich populaci. Původně dokonce byla navržena za každé zabité zvíře odměna 150 dolarů. Odměna nakonec nebyla schválena. Ale i tak začalo zabíjení vlků v oblasti Horního Yukonu. A to i těch, kteří měli na krku malé vysílače z důvodu vědeckého pozorování. Zástupce ochránců přírody Aljašky Wade Willis proti tomu protestoval s tím, že  takový postup nelze rozumně odůvodnit. 